# Павлюченко, Георгий Иванович
Георгий Иванович Павлюченко (1888, Ростов-на-Дону, Российская империя — 1955) — советский поэт, редактор,  сценарист.

## Биография
Родился в 1888 году в Ростове-на-Дону. В 1913 году поступил на физико-математический факультет университета имени А. Л. Шанявского, который он окончил в 1918 году.
С 1917 по 1918 год занимал должности редактора в Ферганской областной газете, а также комиссара полиграфической промышленности Туркестанского края. В 1920 году руководил ташкентским отделом ГОСТа и культотделом Туркестанского комитета профсоюзов.
Параллельно занимался поэтической деятельностью (под псевдонимом Георгий Светлый), примыкал к имажинистам. Участник созданного в 1919 году объединения ташкентских поэтов (туда же входили А. Ширяевец, В. Вольпин, Ю. Пославский (Джура) и др.). Выпустил два сборника стихов «Мотивы города и революции» (с предисловием Валентина Вольпина, 1919) и «Солнцебунт и ржа». В 1921 году возглавлял Туркестанское отделение Всероссийского союза поэтов.
В начале 1920-х годов в перебрался в Москву, продолжал общаться с кругом имажинистов. В 1923 году вместе с В. Вольпиным безрезультатно хлопотал об издании сборника С. Есенина «Москва кабацкая» (издан в следующем году в Ленинграде).
В 1924 году начал сотрудничать на киностудии Госкино и писать сценарии, четыре из которых были экранизированы (в том числе А. Роомом и Н. Охлопковым).
В 1932 году инсценировал очерки В. Ставского «Разбег», спектакль по инсценировке стал первой постановкой Н. Охлопкова во главе Реалистического театра.
Скончался в 1955 году. Урна с прахом в колумбарии Донского кладбища.

## Фильмография

### Сценарист
- 1930 —
  - Манометр-1
  - Путь энтузиастов
- 1931 — Манометр-2
- 1934 — Хочу жить